# Mierzęcin (Dobiegniew)

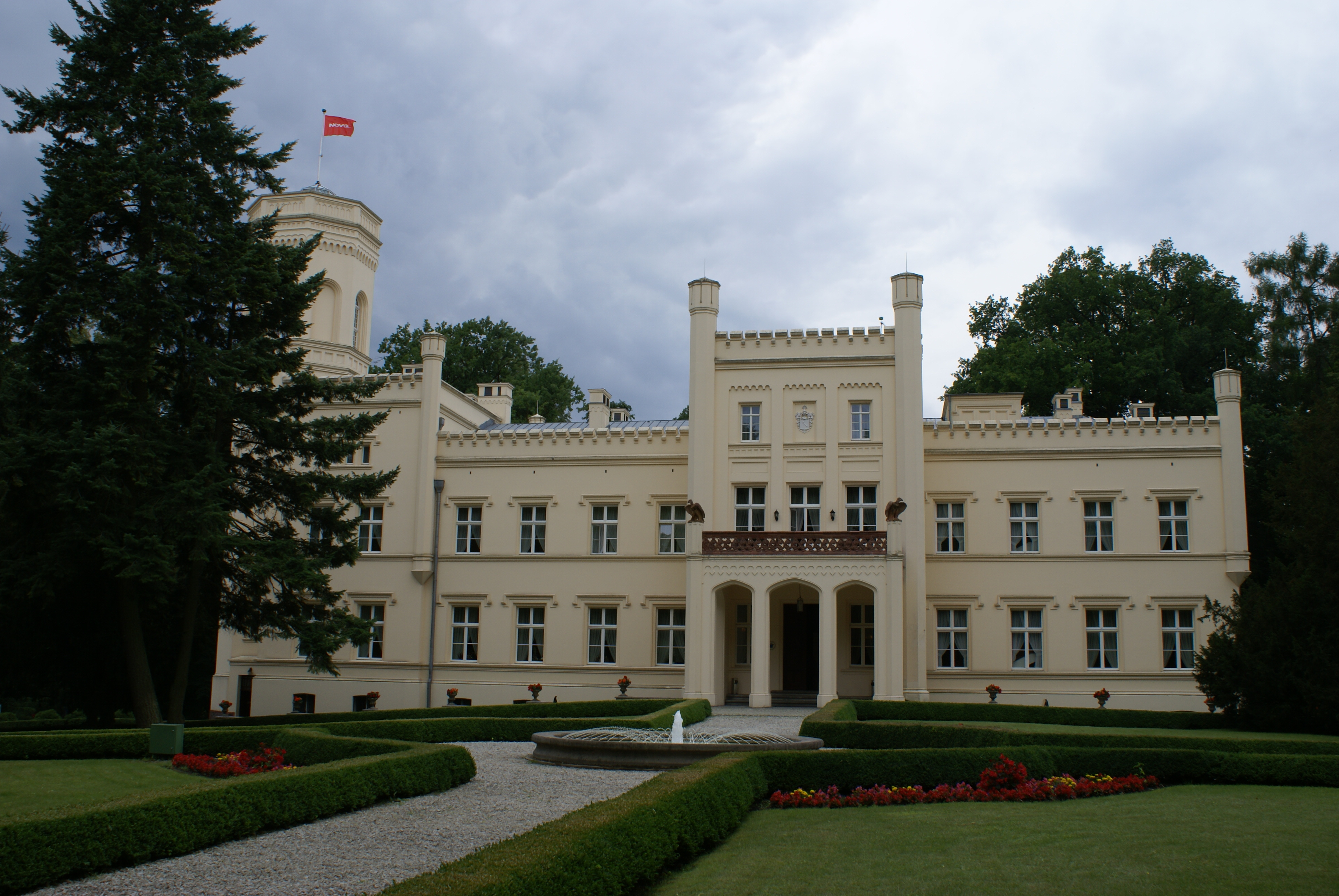
Schloss Mehrenthin

Mierzęcin (deutsch Mehrenthin) ist ein Ort in der polnischen Woiwodschaft Lebus mit etwa 350 Einwohnern.
Der Ort liegt in der Neumark etwa 7,5 km südöstlich der Stadt Dobiegniew, zu deren Gemeinde er gehört, im Landkreis Powiat Strzelecko-Drezdenecki.

## Geschichte

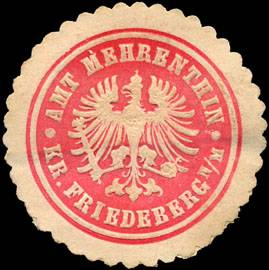
Siegelmarke Amt Mehrenthin

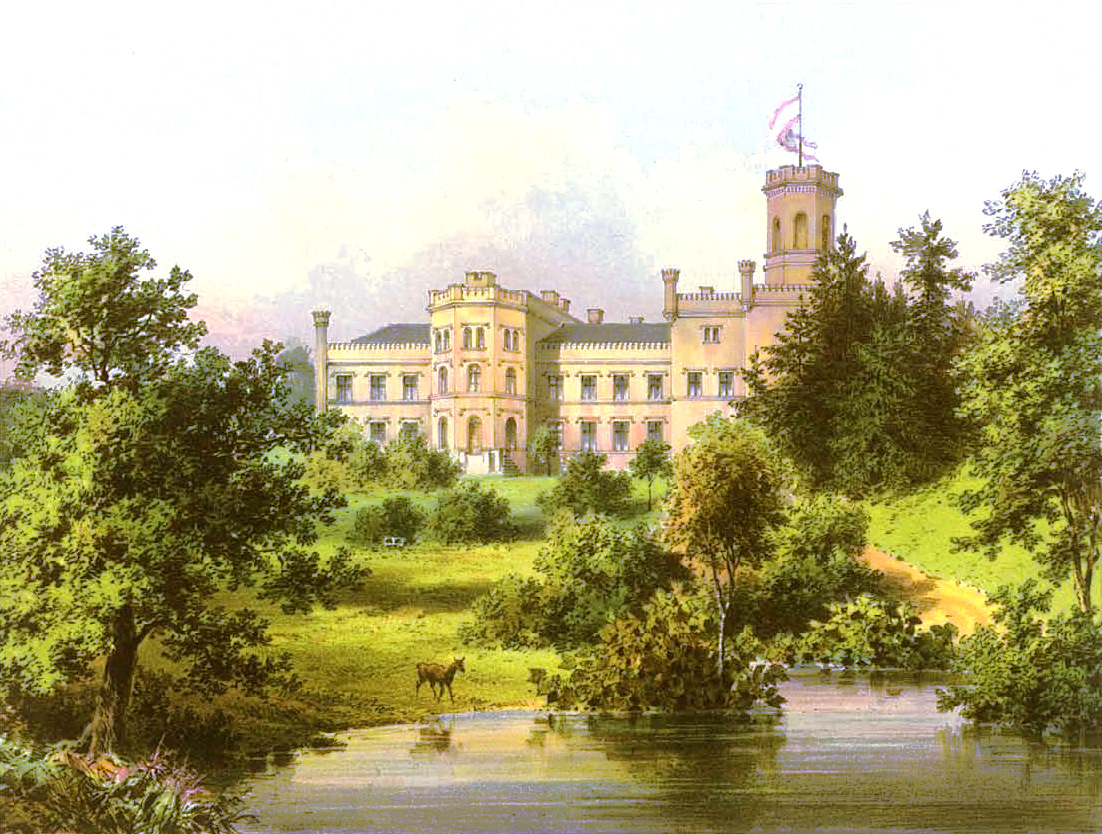
Rittergut Mehrenthin um 1860, Sammlung Alexander Duncker

Erste urkundliche Erwähnungen von Mehrenthin sind seit dem Mittelalter nachweisbar. Erster überlieferter Besitzer ist die Familie von der Osten die den Ort 1608 an die von Kramme bzw. von Gram verkauft. Im 17. Jahrhundert erfolgte eine Reihe von (Teil-)Verkäufen. 1715 wird das Landgut von der Familie von Sydow erworben. Im gleichen Jahr wurde die Feldsteinkirche des Ortes erbaut. In den 1820er Jahren erwarb die Familie von Waldow Ort und Anwesen. Seit 1816 gehörte der Ort zum Landkreis Friedeberg Nm.
1847 wurde der Ort an die neu erbaute Eisenbahnstrecke Posen–Stargard angeschlossen. In den Jahren 1861–1863 ließ Robert Friedrich von Waldow das Schloss erbauen.
1945 wurde der Ort polnisch und erhielt den Namen Mierzęcin. Die deutsche Bevölkerung wurde vertrieben, im Ort siedelten sich Polen an. Auch die Familie von Waldow als Eigentümer des Schlosses wurde nach dem Zweiten Weltkrieg unter Anwendung der Bierut-Dekrete der polnischen Regierung enteignet und vertrieben. Nach dem Ende des Kommunismus setzte sich Alexander von Waldow in den 1990er Jahren erfolglos für eine Restitution ein.
1975 bis 1998 gehörte der Ort zur Woiwodschaft Gorzów.
1945–1959 wurde das Schloss als Kinderheim für behinderte Kinder genutzt. Danach erfolgte eine Nutzung durch den lokalen Landwirtschaftsbetrieb. Ab 1992 stand es leer, bis es 1998 privatisiert und in den Jahren 1999–2001 saniert wurde.

## Kulturdenkmäler

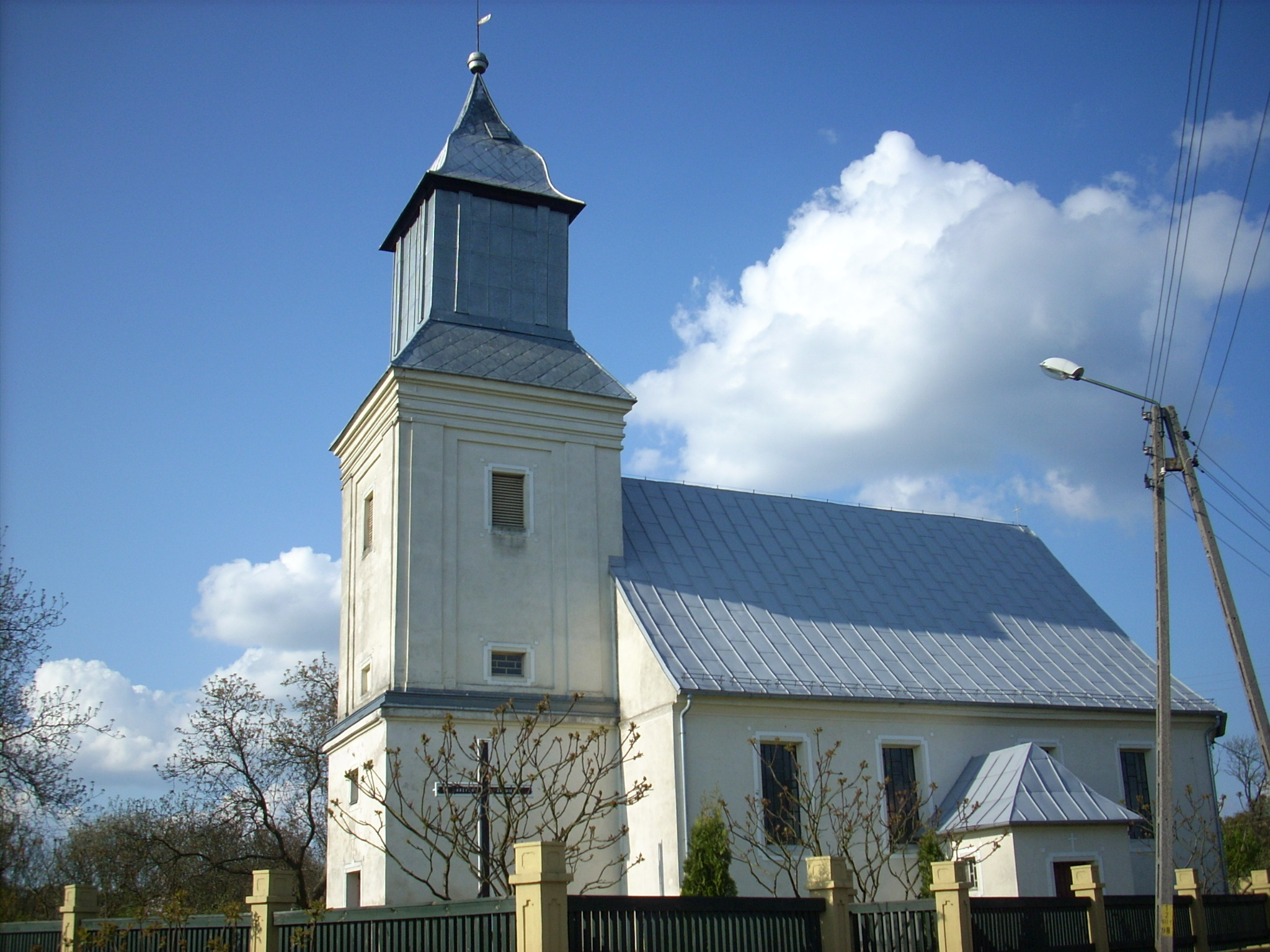
Kirche

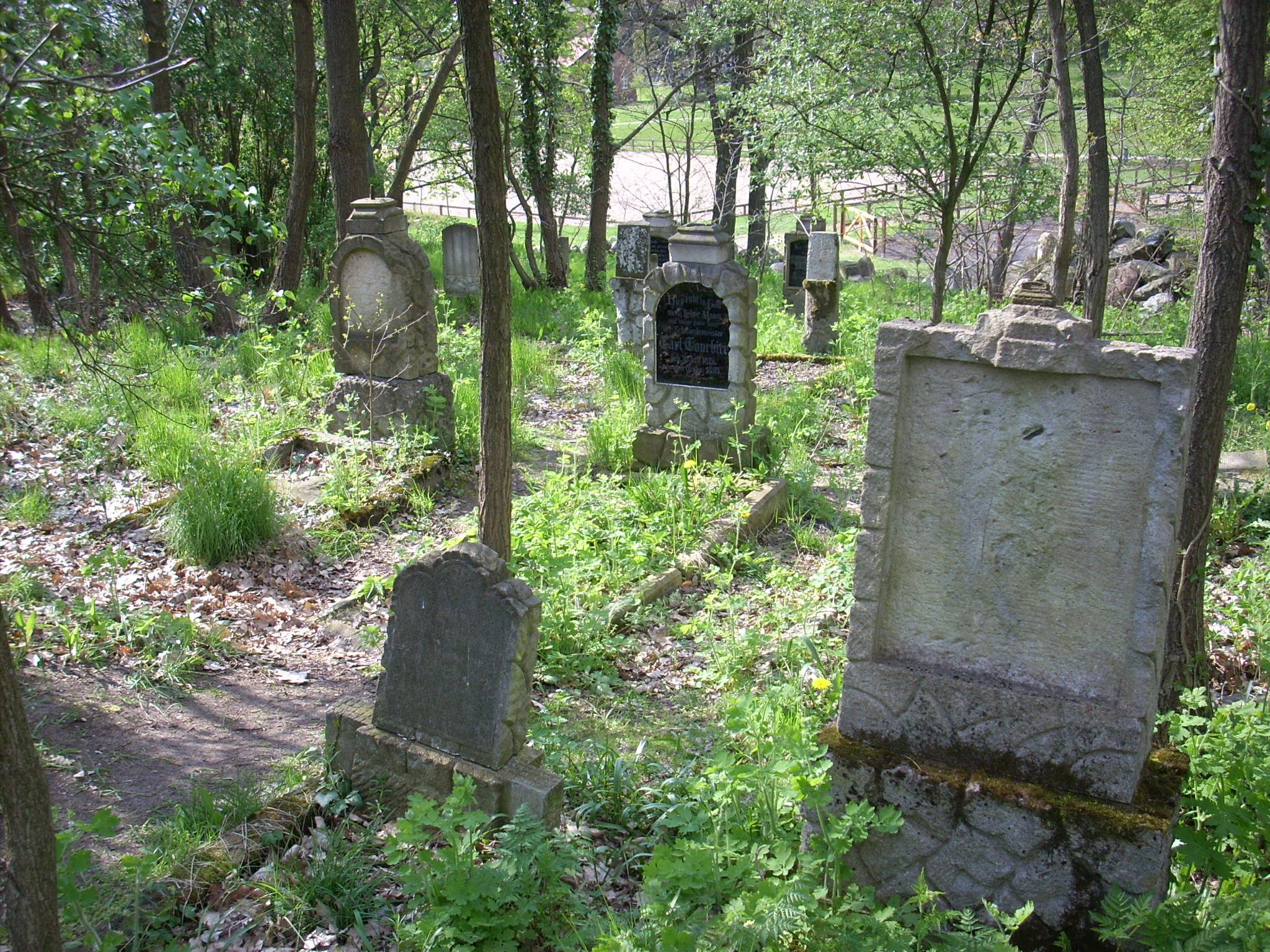
Friedhof

- Die Kirche von 1715 war zunächst eine evangelische Kirche, deren Gemeinde zuletzt zur altpreußischen Kirchenprovinz Brandenburg gehörte. Nach der Vertreibung der Deutschen wurde sie in eine römisch-katholische Filialkirche umgewandelt und der Himmelfahrt Mariens geweiht. Die Orgel aus der Zeit um 1852 stammt vom Orgelbauer Ernst Sauer.
- Friedhof neben der Kirche
- Schloss Mehrenthin, neogotischer Palast, erbaut 1861–1863 in neogotischem Stil
- Schlosspark.

## Persönlichkeiten
- Friedrich Siegmund von Waldow (1682–1743), königlich-preußischer Generalmajor, Chef des Kürassier-Regiments Nr. 8 und Erbherr auf Mehrenthin
- Bernhard von Waldow (1856–1914), Politiker, Mitglied des Preußischen Abgeordnetenhauses
- Ulrich von Waldow (1863–1936), deutscher Verwaltungsbeamter